# 自画像 (バート・ヤンシュのアルバム)
『自画像』（原題：Jack Orion）は、イギリスのフォーク・ミュージシャン、バート・ヤンシュが1966年に発表した3作目のスタジオ・アルバム。オリジナルLPのカタログ番号は「TRA 143」。

## 背景
後にヤンシュと共にペンタングルで活動するジョン・レンボーンが、8曲中4曲に参加している。なお、レンボーンとのコラボレーション・アルバム『華麗なる出会い』（原題：Bert and John/カタログ番号: TRA 144）も、本作と同時発売された。
収録曲「ブラック・ウォーター・サイド」は、ヤンシュが交際していたアン・ブリッグスから教わったトラディショナル・ソングをアレンジしたものである。

## 評価・影響
Richie Unterbergerはオールミュージックにおいて5点満点中3点を付け「このアーティストの初期2作ほど独創的なLPではないが、ここに収められたトラディショナル・フォークの翻案におけるギターおよびボーカル・ワークは、1960年代のフォーク界に対し、ヤンシュの他の作品と同等の影響力がある」と評している。ジミー・ペイジはアル・スチュワートのアルバム『Love Chronicles』のレコーディングに参加していた際、既にヤンシュのライヴを体験していたスチュワートから、ヤンシュ版の「ブラック・ウォーター・サイド」のアレンジを教わり、レッド・ツェッペリンのデビュー・アルバム『レッド・ツェッペリン I』に、この曲を原型としたインストゥルメンタル「ブラック・マウンテン・サイド」を収録した。

## 収録曲
特記なき楽曲はトラディショナル・ソング。
1. ザ・ワゴナーズ・ラッド - "The Waggoner's Lad" - 3:29
2. ザ・ファースト・タイム・エヴァー・アイ・ソー・ユア・フェイス - "The First Time Ever I Saw Your Face" (Ewan McColl) - 1:44
3. 自画像 - "Jack Orion" - 9:52
4. ザ・ガーデナー - "The Gardener" - 1:46
5. ノッタマン・タウン - "Nottamun Town" - 4:36
6. ヘンリー・マーティン - "Henry Martin" - 3:14
7. ブラック・ウォーター・サイド - "Black Water Side" - 3:48
8. プリティ・ポーリー - "Pretty Polly" - 4:05

### アメリカ盤LP

#### サイド1
1. "The Waggoner's Lad" - 3:24
2. "Black Water Side" - 3:42
3. "The First Time Ever I Saw Your Face" (E. McColl) - 1:40
4. "900 Miles" - 3:05
5. "The Gardener" - 1:41
6. "Pretty Polly" - 4:02

#### サイド2
1. "Nottamun Town" - 4:31
2. "Henry Martin" - 3:11
3. "Jack Orion" - 9:48

## 参加ミュージシャン
- バート・ヤンシュ - ボーカル、アコースティック・ギター、バンジョー
- ジョン・レンボーン - アコースティック・ギター(on "The Waggoner's Lad", "Jack Orion", "Henry Martin", "Pretty Polly")